# كانداس أوتو
كانداس أوتو (بالإنجليزية: Candace Otto)‏ هي عارضة أمريكية، ولدت في 8 أبريل 1980 في بيتسبرغ في الولايات المتحدة.